# Gödöllői-dombság peremhegyei
Gödöllői-dombság peremhegyei este o arie protejată (arie specială de conservare — SAC, sit de importanță comunitară — SCI) din Ungaria întinsă pe o suprafață de 317,62 ha, integral pe uscat.

## Localizare
Centrul sitului Gödöllői-dombság peremhegyei este situat la coordonatele 47°37′28″N 19°12′54″E / 47.624444°N 19.215°E.

## Înființare
Situl Gödöllői-dombság peremhegyei a fost declarat sit de importanță comunitară în mai 2004 pentru a proteja 3 specii de plante și 6 specii de animale. Situl a fost protejat și ca arie specială de conservare în februarie 2010.

## Biodiversitate
Situată în ecoregiunea panonică, aria protejată conține 3 habitate naturale: Păduri panonice cu Quercus pubescens, Pajiști stepice subpanonice, Stepe panonice nisipoase.
La baza desemnării sitului se află mai multe specii protejate:
- plante (3): Colchicum arenarium, Iris humilis subsp. arenaria, sisinei (Pulsatilla grandis)
- nevertebrate (6): Bolbelasmus unicornis, Carabus hungaricus, croitorul mare al stejarului (Cerambyx cerdo), Cucujus cinnaberinus, Euplagia quadripunctaria, rădașcă (Lucanus cervus)

Pe lângă speciile protejate, pe teritoriul sitului au mai fost identificate 40 de specii de plante, 1 specie de păsări, 1 specie de amfibieni, 2 specii de mamifere, 6 specii de nevertebrate, 5 specii de reptile.